# Ignaz von Döllinger
Johann Joseph Ignaz von Döllinger, zwany Ignazem, pseudonimy Janus, Quirinus (ur. 28 lutego 1799 w Bambergu, zm. 10 stycznia 1890 w Monachium) – niemiecki teolog i historyk, duchowy ojciec starokatolicyzmu.

## Życiorys

### Pochodzenie i młodość
Johann Döllinger pochodził z bawarskiej rodziny lekarskiej. Jego dziad był jednym z założycieli wydziału medycznego na Uniwersytecie w Bambergu, jego ojciec Ignaz Döllinger był profesorem medycyny na tymże uniwersytecie, a także na Uniwersytecie w Würzburgu oraz na akademii w Monachium.
Johann Döllinger wychował się w Würzburgu, gdzie ukończył gimnazjum i w 1817 roku rozpoczął studia z zakresu filozofii i filologii na miejscowym uniwersytecie. W 1818 roku zapisał się na studia teologiczne. W 1820 roku wstąpił do seminarium duchownego w Bambergu i 22 kwietnia 1822 roku przyjął święcenia kapłańskie.

### Ksiądz rzymskokatolicki
Początkowo Johann Döllinger był wikariuszem w Marktscheinfeld. Szybko jednak zaprzestał pracy duszpasterskiej i poświęcił się pracy naukowej. Został nauczycielem w liceum w Aschaffenburgu. W 1826 roku został profesorem na Uniwersytecie Ludwika i Maksymiliana w Monachium. Wykładał tam: historię Kościoła, prawo kanoniczne, egzegezę Nowego Testamentu oraz filozofię religii. Później skoncentrował się na badaniu historii dogmatów. Dał się poznać jako konserwatysta katolicki, przeciwnik protestantyzmu. Z drugiej strony głosił poglądy skierowane przeciwko ultramontanizmowi.
W 1847 roku został proboszczem kolegiaty św. Kajetana w Monachium. W latach czterdziestych XIX wieku zaangażował się politycznie. Zasiadał w sejmie krajowym Królestwa Bawarii. Jego działalność polityczna i związana z nią krytyka dynastii Wittelsbachów spowodowała, że utracił na krótko (w latach 1847–1849) stanowisko profesora na monachijskim uniwersytecie.
W 1848 roku został wybrany deputowanym do ogólnoniemieckiego Zgromadzenia Narodowego we Frankfurcie nad Menem, na którym reprezentował niemieckich katolików. Występował wówczas jako obrońca niezależności Kościoła katolickiego w Niemczech od państwa oraz jego autonomii narodowej, z zachowaniem wierności Stolicy Apostolskiej.

### Starokatolicyzm
Od 1850 roku Döllinger zaczął coraz śmielej głosić postulaty utworzenia Kościoła narodowego w Niemczech o ustroju episkopalno-synodalnym, który byłby antidotum na rozwijający się w Kościele katolickim ultramontanizm. Rozpoczął kampanię przeciw neoscholastyce i rzymskiej szkole teologicznej, opowiadając się za uprawianiem teologii naukowej. Apelował o odrodzenie teologii niemieckiej, która byłaby konkurencją dla teologii krajów romańskich. Całą siłę swojej osobowości zaangażował w obronę studiów uniwersyteckich dla niemieckich księży i teologów katolickich, występując przeciwko poprzestawaniu jedynie na wykształceniu seminaryjnym.
W 1854 roku otwarcie wystąpił z dezaprobatą wobec ogłoszenia dogmatu o niepokalanym poczęciu Maryi przez papieża Piusa IX, a następnie stał się krytykiem opinii niektórych teologów katolickich o nieomylności papieża.
W latach 1869–1871 Döllinger stał się głównym krytykiem soboru watykańskiego I. W bawarskiej gazecie Allgemeine Zeitung, pod pseudonimem „Quirinus”, rozpoczął publikację serii artykułów pod tytułem Listy z soboru, które wywołały ogromne wrażenie na całym świecie. W niedługim czasie skupił wokół siebie grupę niemieckich profesorów, która reprezentowała podobny do niego nurt myślenia.
17 kwietnia 1871 roku za swoje poglądy oraz publiczne odrzucenie dogmatów katolickich o niepokalanym poczęciu Marii Panny i nieomylności papieża został ekskomunikowany przez arcybiskupa Monachium i Fryzyngi, Gregora von Scherra. Po wykluczeniu z Kościoła katolickiego utracił prawo wykładania prawa kanonicznego i teologii katolickiej na monachijskiej uczelni, zaprzestał również wykonywania czynności kapłańskich, nie stracił jednak stanowiska profesorskiego. Został wykładowcą historii nowożytnej i dalej, mimo podeszłego wieku, prowadził działalność naukową. W 1872 roku został wybrany rektorem Uniwersytetu Ludwika i Maksymiliana w Monachium, a w 1873 roku przyjęto go do Królewskiej Akademii Nauk w Monachium, gdzie pełnił funkcję prezesa.
W 1871 roku Döllinger był jednym z organizatorów i uczestnikiem kongresu teologicznego w Monachium, na którym ukształtowana została doktryna starokatolicyzmu. Później brał aktywny udział w rozwoju ruchu starokatolickiego w Europie i z pełnym przekonaniem przyznawał się do starokatolicyzmu, chociaż nie zgadzał się z niektórymi reformami wprowadzanymi w Kościołach starokatolickich. Nigdy też nie przystąpił do utworzonego w 1872 roku, na kongresie w Kolonii, Kościoła Starokatolickiego w Cesarstwie Niemieckim i odmówił przyjęcia sakry biskupiej z rąk biskupów Kościoła Utrechtu. Stał bowiem na stanowisku, że opór wobec nowego nauczania Kościoła katolickiego należy kontynuować wewnątrz rzymskokatolickiej struktury jurysdykcyjnej, w formie publicystyczno-literackiego ruchu protestacyjnego, a nie w postaci formalnej schizmy i nowej wspólnoty eklezjalnej.
Był zaangażowany w dialog ekumeniczny i dążenia unijne, przede wszystkim w obrębie Kościołów niezależnych od władzy zwierzchniej papieża, ale pozostających na gruncie tradycji katolickiej. W latach 1874–1875 kierował pracami bońskich konferencji unijnych oraz wniósł ogromny wkład w ich przygotowanie.
Do końca życia pozostał aktywny zawodowo.